# Paris Saint-Germain-İstanbul Başakşehir (Liga Campionilor 2020-2021)
Meciul Paris Saint-Germain – Istanbul Başakşehir din etapa a șasea, ultima, a grupei H a Ligii Campionilor UEFA era planificat să se joace marți, 8 decembrie 2020, pe stadionul Parc des Princes între echipele Paris Saint-Germain și Istanbul Başakşehir. După incidentul din minutul 14 dintre arbitrul de rezervă, Sebastian Colțescu, și Pierre Webó echipele au părăsit terenul, iar meciul a fost amânat. Meciul a fost reluat a doua zi, miercuri, la ora 18:55 CET. Echipa franceză a câștigat meciul cu scorul de 5 – 1, trei goluri fiind înscrise de Neymar și două de Kylian Mbappé. Singurul gol pentru Başakşehir a fost înscris de Mehmet Topal.
Antrenorul echipei Paris Saint-Germain (PSG) era Thomas Tuchel, iar cei ai echipei Istanbul Başakşehir erau Okan Buruk (principal) și Pierre Webó (secund).

## Context
Meciul s-a jucat în etapa a șasea (ultima) din cadrul grupei a 8-a (H) a Ligii Campionilor UEFA, grupă în care jucau PSG, Manchester United, RB Leipzig și Başakşehir.
În etapa a doua, din 28 octombrie 2020, meciul de la Istanbul dintre Başakşehir și PSG s-a încheiat cu scorul de 2 – 0 pentru PSG. Deși dominația pe teren a fost destul de egală, jucătorii de la Başakşehir au jucat mai dur, primind trei cartonașe galbene, față de unul primit de un jucător de la PSG.
Înaintea meciului de la Paris clasamentul grupei era următorul: Manchester United (9p, +6), PSG (9p, +3), RB Leipzig (9p, –2), Başakşehir (3p, –7). Ca urmare, meciul din etapa a 6-a dintre PSG – Başakşehir nu mai avea nicio miză pentru Başakşehir.
În urma rezultatelor din ultima etapă, clasamentul grupei este următorul: PSG (12p, +7), RB Leipzig (12p, –1), Manchester United (9p, +5), Başakşehir (3p, –11). PSG și RB Leipzig au avansat în etapa următoare a Ligii Campionilor UEFA iar Manchester United s-a calificat în Liga Europa.

## Meciul

### Arbitrii
Meciul a început sub conducerea unei echipe de arbitri din România, formată din Ovidiu Hațegan la centru, asistenții Octavian Șovre și Sebastian Gheorghe și rezerva Sebastian Colțescu. Echipa era asistată de arbitrii video Marco Di Bello și asistentul Maurizio Mariani, ambii din Italia.

### Desfășurare
Relativ repede după începerea jocului, doi jucători de la Başakşehir au primit cartonașe galbene: Mahmut Tekdemir (10') și Rafael (12').
Acestea au fost primite cu proteste la adresa deciziilor arbitrului de centru, venite de pe banca tehnică a echipei turce. După primul cartonaș galben, Okan Buruk i-a strigat de pe margine lui Hațegan „E primul fault, hei! Primul fault. Ce e asta? Baschet? E ca-n baschet, primul fault de echipa. Noi jucam foarte curat". La răspunsul lui Hațegan „A fost un fault tactic”, Buruk a replicat „Aici e Champions League, nu e Romania!”. După al doilea cartonaș galben și un fault al lui Kimpembe asupra lui Gulbrandsen cei de pe banca echipei turce au protestat vehement. Arbitrul Sebastian Colțescu i-a cerut arbitrului Ovidiu Hațegan să-l elimine pe Pierre Webó. Potrivit reporterilor, când arbitrul de centru a întrebat cine trebuie eliminat, Colțescu l-a identificat prin expresia „ăla negru”. Unele surse afirmă că Alexandru Epureanu a remarcat ce a spus Colțescu, altele că Demba Ba a fost cel care a remarcat expresia, și l-a întrebat pe Colțescu „Why when you mention a black guy, you have to say «This black guy»?” (în română De ce când pomenești un tip negru, trebuie să spui „Acest tip negru?”). Webó, auzind această expresie, a izbucnit „Why you say negro?”, care are sensul „De ce îmi spui cioară?” și apoi a continuat cu „He can’t say negro, he can’t say negro” (în română Nu-mi poate spune cioară, nu-mi poate spune cioară). Mai mulți jucători de la ambele echipe au interpelat arbitrii. Başakşehir a părăsit terenul în minutul 23 pe motiv că arbitrul s-a exprimat în mod rasist. Echipele au ieșit de pe teren și au plecat la vestiare. Gruksel Gumusdag, președintele clubului turc de fotbal Istanbul Başakşehir a declarat că echipa sa este dispusă să revină pe teren și să reia meciul dacă Colțescu ar fi fost retras, poziție la care s-a raliat și echipa PSG, dar cum acest lucru nu s-a întâmplat timp de două ore, echipele au plecat de pe stadion, sportivii din Başakşehir s-au întors la hotelul în care stăteau. S-a anunțat că UEFA a început o anchetă și că restul de minute rămase din meci se vor juca a doua zi, miercuri, 9 decembrie, la ora locală 18:55.
Colțescu s-a apărat spunând „Negru in Romanian means black. I am not a racist”. (în română În limba română negru înseamnă negru. Eu nu sunt rasist.). La sfârșitul primei zile a spus „Sorry for the misunderstanding. My intention was never racism. In such an environment, people sometimes cannot express their feelings correctly and can be misunderstood. I apologise on behalf of the UEFA Champions League. I hope you understand.” (în română Îmi pare rău pentru neînțelegere. Niciodată intenția mea nu a fost una rasistă. În asemenea împrejurări, uneori oamenii nu-și pot exprima sentimentele lor corect și pot fi neînțeleși. Îmi cer scuze în numele UEFA Champions League. Sper că ați înțeles.).

### Reluarea meciului
UEFA a stabilit că meciul să fie fi reluat a doua zi, 9 decembrie 2020, cu timpul rămas și a schimbat echipa de arbitri. Restul meciului a fost arbitrat la centru de Danny Makkelie, asistat de Mario Diks, ambii din Țările de Jos, și de Marcin Boniek din Polonia. Arbitrul de rezervă a fost Bartosz Frankowski, tot din Polonia. Pentru a-i permite lui Pierre Webó să stea pe banca echipei Başakşehir, UEFA i-a retras cartonașul roșu primit. Meciul a fost destul de tensionat, în minutul 42, în urma verificării VAR, s-a constatat că Neymar fusese faultat în acea fază de portarul echipei Bașakșehir, Mert Günok, care a primit un cartonaș galben, și s-a acordat penalti, transformat de Neymar. În total au fost acordate 4 cartonașe galbene jucătoeilor de la Başakşehir și unul unui jucător de la PSG.
| Paris Saint-Germain                             | 5 – 1  | İstanbul Başakşehir |
| ----------------------------------------------- | ------ | ------------------- |
| Neymar 21', 38' și 50' Mbappé 42' (pen.) și 62' | Raport | Topal 57'           |

| Paris Saint-Germain FC | İstanbul Bașakșehir FK |

|                        |    | |  |  |
|                        |    | |  |  |
| KL                     | 1  | Keylor Navas |  |  |
| DF                     | 25 | Mitchel Bakker |  |  |
| DF                     | 3  | Presnel Kimpembe |  |  |
| DF                     | 15 | Danilo |  |  |
| DF                     | 5  | Marquinhos ( C ) |  |  |
| DF                     | 24 | Alessandro Florenzi |  |  |
| OS                     | 12 | Rafinha |  |  |
| OS                     | 8  | Leandro Paredes |  |  |
| OS                     | 6  | Marco Verratti |  |  |
| FV                     | 10 | Neymar |  |  |
| FV                     | 7  | Kylian Mbappé |  |  |
| Schimbări de jucători: |    | |  |  |
|                        |    | 46' Rafinha (ieșit) / Di Maria (intrat) 67' Marquinhos (ieșit) / Kehrer (intrat) 79' Florenzi (ieșit) / Pembele (intrat) 90'+2 |  |  |
|                        |    | |  |  |
|                        |    | |  |  |
| Antrenor:              |    | |  |  |
| Thomas Tuchel          |    | |  |  |

|                        |    | |  |  |
|                        |    | |  |  |
| KL                     | 34 | Mert Günok 42' |  |  |
| DF                     | 4  | Rafael 12' |  |  |
| DF                     | 26 | Ponck |  |  |
| DF                     | 5  | Mehmet Topal |  |  |
| DF                     | 3  | Hasan Ali Kaldırım |  |  |
| OS                     | 10 | Berkay Ozcan |  |  |
| OS                     | 21 | Mahmut Tekdemir ( C ) 10' |  |  |
| OS                     | 17 | İrfan Can Kahveci |  |  |
| FV                     | 22 | Fredrik Gulbrandsen |  |  |
| FV                     | 27 | Enzo Crivelli 63' |  |  |
| FV                     | 23 | Deniz Türüç |  |  |
| Schimbări de jucători: |    | |  |  |
|                        |    | 68' Rafael (ieșit) / Giuliano (intrat)68' Hasan Ali Kaldırım (ieșit) / Bolingoli (intrat) 68' Crivelli (ieșit) / Ba (intrat) |  |  |
|                        |    | |  |  |
|                        |    | |  |  |
| Antrenor:              |    | |  |  |
| Okan Buruk             |    | |  |  |

## Statistici
| Evenimente                          | PSG                   | Başakşehir               |
| ----------------------------------- | --------------------- | ------------------------ |
| Goluri marcate                      | 5                     | 1                        |
| Total încercări                     | 19 (2 până la 15')    | 9 (0 până la 15')        |
| Pe poartă                           | 9 (1 până la 15')     | 4 (0 până la 15')        |
| Posesia mingii                      | 64% (75% până la 15') | 36% (25% până la 15')    |
| Cornere                             | 5 (1 până la 15')     | 6 (0 până la 15')        |
| Faulturi                            | 5 (1 până la 15')     | 14 (5 până la 15')       |
| Ofsaid                              | 3 (0 până la 15')     | 0                        |
| Cartonașe galbene                   | 1 (0 până la 15')     | 5 (2 până la 15')        |
| 2. cartonaș galben și cartonaș roșu | 0                     | 0                        |
| Cartonașe roșii                     | 0                     | 0 (1 până la 15' – Webó) |

## Reacții

### După întreruperea meciului
Președintele Turciei, Recep Tayyip Erdoğan, fost fotbalist, a reacționat printr-un mesaj pe Twitter: „Condamn cu tărie remarcile rasiste făcute împotriva lui Pierre Webó, unul din membrii staff-ului tehnic al echipei Bașakșehir, și cred că UEFA va face demersurile necesare. Suntem necondiționat împotriva rasismului și discriminării în sport și în toate domeniile vieții. #Nurasismului”.
Mehmet Muharrem Kasapoglu, ministrul turc al tineretului și sportului a postat un mesaj pe Twitter în care afirmă că „Rasismul este o crimă împotriva umanității. Suntem alături de Başakşehir”.
Gruksel Gumusdag, președintele clubului turc de fotbal Istanbul Başakşehir a cerut, „radierea pe viață” a arbitrului Sebastian Colțescu.
Presa din Turcia a cerut „o pedeapsă istorică” pentru „arbitrul rasist” și l-a acuzat pe Hațegan că ar fi „ignorat manifestările de rasism”. De asemenea, a declarat „rușinoasă” apărarea lui Colțescu că „negru” nu înseamnă „negro”.
Marea majoritate a francezilor chestionați de Odexa și RTL a declarat că jucătorii celor două echipe au fost îndreptățiti să părăsească terenul, acuzându-l pe Colțescu de rasism.
Anti-rasiștii de tip BLM au anunțat pe rețelele sociale ce ar merita să pățească arbitrul român: "Kill Sebastian Colțescu!". Totuși, presa italiană i-a luat partea lui Colțescu, afirmând că „Circul Black Lives Matter a fost activat imediat, deși aici, vă rugăm să ne spuneți cine a murit” și că în limba română cuvântul „negru” înseamnă o culoare, cuvântul fiind larg folosit.
Ministrul tineretului și sporturilor, Ionuț Stroe, a declarat că cere scuze pentru acest eveniment, care este un caz particular, și că va urmări ce măsuri se vor lua după „acest scandal de rasism fără precedent”.
Csaba Asztalos a declarat că Colțescu trebuia să discute cu Hațegan în limba engleză, limba meciurilor internaționale de fotbal și că, după părerea lui, a fost un incident rasist, căci, după părerea lui este inacceptabil că în limba română cuvântul „negru” n-ar avea conotație rasistă. De asemenea, și-a exprimat surprinderea că „un arbitru la un asemenea nivel nu cunoaște acest aspecte, în condițiile în care FIFA, UEFA și FRF de ani de zile țin o campanie puternică împotriva rasismului”.
Federația Română de Fotbal a anunțat măsuri drastice, dar că așteaptă raportul oficial al UEFA.
Cristian Jura, arbitru în cadrul Tribunalului pentru Arbitraj Sportiv, a spus că Colțescu trebuia să vorbească în limba engleză, a greșit că a vorbit în limba română în public. Deși în limba română cuvântul „negru” referitor la persoane nu este unul rasist sau peiorativ, în limba engleză „negro”, cum probabil l-au perceput unii, este. Colțescu, dacă voia să vorbească cu Hațegan românește trebuia s-o facă astfel încât să nu fie auzit de alții. Și Colțescu trebuia să știe numele celor din staff și ale jucătorilor, să-i identifice după nume, sau măcar cu o expresie ca „a 3-a persoană din stânga”. „La acest nivel, arbitru UEFA, și meci de asemenea anvergură, arbitrii au parte de niște traininguri și sunt învățați cum să procedeze.” „Poate n-a avut intenția rasistă, dar i-a scăpat o expresie și a creat un context rasist.” Adică nu intenția, ci aparențele contează.

### După meci
Președintele Academiei Române, Ioan Aurel Pop, a explicat că „în acest moment, «negru» din românește nu are sensul de «nigger», «nigga», «cioară», «cioroi» din engleza americană. Câtă vreme și în engleză se folosește încă oficial cuvântul «black» pentru a denumi un «african american», nu ar trebui să fim nici noi (românii) și nici alții scandalizați”. A mai dat un exemplu referindu-se la „black chef” de la Pentagon, care este numit așa în surse oficiale, nu se poate traduce altfel decât prin „șef negru”.
Totuși, Demba Ba, care-l cunoștea pe Colțescu din România, i-a dat un telefon în care a afirmat că îl știe că nu ar fi rasist și că a fost o neînțelegere.
Aime Lema a afirmat că Webó era conștient că arbitrul nu a vrut să-l jignească. Însă Perre Webó afirmă că „pentru mine, a fost un act clar de rasism”, iar scopul lui este de a demonstra că „Oamenii nu pot fi judecați în funcție de culoarea pielii”.

## Ancheta UEFA
Inspectorul desemnat de forul de la Nyon să realizeze cercetarea în cazul PSG – Başakşehir a sugerat că UEFA ar dori o mediere și la o împăcare între cele două părți, Colțescu și Șovre versus Pierre Webó și Demba Ba, cei doi de la Başakşehir care s-au considerat jigniți, pentru a nu se expune unor eventuale litigii pe care arbitrii le-ar putea deschide la CEDO sau la Curtea Penală Internațională de la Haga în cazul în care ar primi verdictul de rasiști.
S-a cerut ca UEFA să ancheteze și alte aspecte, cum ar fi afirmația care se aude în înregistrări în minutul 15: „În țara mea, românii sunt țigani, dar eu nu am cum să-i numesc țigani”.

### Decizia UEFA
În urma anchetei, UEFA a decis pe baza raportului lingvistic că termenul „negru” folosit ca adjectiv în expresia „ăla negru” nu are conotații peiorative sau negative, el fiind folosit chiar de organizațiile antirasiste tocmai pentru a combate rasismul. Ca urmare, nici în cazul lui Sebastian Colțescu, nici în cazul lui Okan Buruk nu au fost luate măsuri disciplinare conform articolului 14 din reglementările disciplinare UEFA privind rasismul. Totuși, UEFA afirmă că Sebastian Colțescu putea să evite ceea ce poate fi considerat în spiritul articolului 11 ca fiind o conduită necorespunzătoare, motiv pentru care l-a suspendat din competițiile Ligii Campionilor UEFA până la sfârșitul sezonului 2020–2021, adică până pe 30 iunie 2021. Alte măsuri luate au fost mustrarea lui Octavian Șovre pentru același motiv și suspendarea lui Pierre Webó pentru o etapă din meciurile din ligă la cere el participă pentru conduită nesportivă.